# Martina Criscio
Martina Criscio (Foggia, 24 de enero de 1994) es una deportista italiana que compite en esgrima, especialista en la modalidad de sable.
Ganó una medalla de oro en el Campeonato Mundial de Esgrima de 2017 y tres medallas en el Campeonato Europeo de Esgrima entre los años 2017 y 2023. En los Juegos Europeos obtuvo dos medallas, plata en Bakú 2015 y plata en Cracovia 2023, ambas en la prueba por equipos.
Participó en los Juegos Olímpicos de Tokio 2020, ocupando el cuarto lugar en la prueba por equipos.

## Palmarés internacional
| Campeonato Mundial | Campeonato Mundial | Campeonato Mundial | Campeonato Mundial |
| Año                | Lugar              | Medalla            | Prueba             |
| ------------------ | ------------------ | ------------------ | ------------------ |
| 2017               | Leipzig (Alemania) | Medalla de oro     | Sable por equipos  |
| Juegos Europeos    |                    |                    |                    |
| Año                | Lugar              | Medalla            | Prueba             |
| 2015               | Bakú (Azerbaiyán)  | Medalla de plata   | Sable por equipos  |
| 2023               | Cracovia (Polonia) | Medalla de plata   | Sable por equipos  |
| Campeonato Europeo |                    |                    |                    |
| Año                | Lugar              | Medalla            | Prueba             |
| 2017               | Tiflis (Georgia)   | Medalla de oro     | Sable por equipos  |
| 2022               | Antalya (Turquía)  | Medalla de plata   | Sable por equipos  |
| 2023               | Plovdiv (Bulgaria) | Medalla de bronce  | Sable individual   |